# 예문유취
예문유취(芸文類聚)는, 중국 당대 초기에 성립된 유서이다. 무덕 7년(624년), 구양순(歐陽詢) 등이 고조의 칙령을 받들어 편찬하였다. 전100권.
수대(隋代)의 북당서초(北堂書鈔)와 당의 초학기(初学記), 백씨육첩(白氏六帖)과 함께 사대유서(四大類書)로 일컫는다.

## 요약
현존하는 중국의 유서로써는 오래된 것 중의 하나이다. 당대 이전의 시문과 가부 등의 문학 작품을 많이 보존하고 있으며, 이미 망실되어 전해지지 않는 전거를 따른 것도 많다.
이 책은 46부로 분류되어 있으며, 부마다 또 자목(子目) 727개를 나열하였다. 분류의 편차는 고사를 앞에 두고 모두 그 출처를 주(注)로 달았다. 또한 인용된 시문은 거의 모든 시대를 주를 달았다.
구양순은 서문에서 "무릇 구류백씨(九流百氏)가 그 설하는 것이 같지 않다"(夫九流百氏，為說不同)며 "그 청화(淸華)를 따서 그 취지와 개요를 채집하려 한다"(卒欲摘其菁華，採其旨要)고 했다.
기타 유서와 비교하여 이 책의 문헌의 편집 방법상에서의 가장 큰 특징은 「사」(事, 사실)와 「문」(文, 시문)의 양 조목을 병기하여 한데 나열하여, 유서의 통례 체제를 변경하고 있다는 점이다.
이런 편찬법은 훗날 유서(類書)에 영향을 미쳤는데, 《영락대전》과 《고금도서집성》 등은 이러한 편찬방법에 영향을 받았다.
《예문류취》에는 권4에 실린 《정월십오일》과 같이 소미도(蘇味道)와 최액(崔液)의 시를 인용한 후대의 글도 실려 있는데, 당시 구양순의 사망 후 60년이 넘은 시점에서 작성된 것이었다.

## 내용
| - 天 巻1-2 - 歳時 巻3-5 - 地 巻6 - 州 巻6 - 山 巻7-8 - 水 巻8-9 - 符命 巻10 - 帝王 巻11-14 - 后妃 巻15 - 儲宮 巻16 - 人 巻17-37 - 礼 巻38-40 - 楽 巻41-44 - 職官 巻45-50 - 封爵 巻51 | - 治政 巻52-53 - 刑法 巻54 - 雑文 巻55-58 - 武 巻59 - 軍器 巻60 - 居処 巻61-64 - 産業 巻65-66 - 衣冠 巻67 - 儀飾 巻68 - 服飾 巻69-70 - 舟車 巻71 - 食物 巻72 - 雑器物 巻73 - 巧芸 巻74 - 方術 巻75 | - 内典 巻76-77 - 霊異 巻78-79 - 火 巻80 - 薬香草 巻81-82 - 宝玉 巻83-84 - 百穀 巻85 - 布帛 巻85 - 果 巻86-87 - 木 巻88-89 - 鳥 巻90-92 - 獣 巻93-95 - 鱗介 巻96-97 - 虫豸 巻97 - 祥異 巻98-99 - 災異 巻100 |

## 참고 문헌
- 大渕貴之「唐創業期の「類書」概念：『芸文類聚』と『群書治要』を手がかりとして」（『中国文学論集』35、2006年）[깨진 링크(과거 내용 찾기)]
- 中島和歌子「『枕草子』「は」型類聚章段と和漢の類書の部類標題との比較・対照：三巻本・前田家本と『芸文類聚』『倭名類聚抄』を中心に」（『和漢古典学のオントロジモデルの構築』、2006年）
- 木島史雄「『芸文類聚』：文学者のための、そして完本がのこる最古の類書」（『月刊しにか』9-3、1998年）
- 勝村哲也「芸文類聚の条文構成と六朝目録との関連性について」（『東方学報(京都)』62、1990年）